# Brian Schmetzer
Brian Schmetzer, né le 18 août 1962 à Seattle dans l'État de Washington, est un joueur américain de soccer devenu entraîneur. Il est actuellement en poste aux Sounders de Seattle en MLS.

## Biographie

### Jeunesse et études scolaires
Brian Schmetzer est natif de Seattle, il est diplômé de la Nathan Hale High School. Entre 1970 et 1980, il évolue dans l'équipe junior des Hawks de Lake City, entraînée par son père Walter. Sa famille est originaire d'Allemagne, son père ayant joué en Regionalliga avant d'immigrer aux États-Unis en 1962 où il ouvre un magasin d'articles de sport à Lake City.

### Carrière de joueur
Après avoir terminé ses études secondaires, il choisit de renoncer à l'université et signe avec les Sounders de Seattle en NASL en juin 1980. Lors de la Trans-Atlantic Challenge Cup 1981, il fait ses débuts professionnels contre le Celtic FC. Malheureusement, les Sounders sont dissous à la fin de la saison en septembre 1983. 
Après la disparition des Sounders, il rejoint les Roughnecks de Tulsa pour la saison 1984 de la NASL. Cependant, la ligue se dissous à la fin de la saison.
Il rejoint alors la MISL, un championnat d'indoor soccer. Il évolue avec trois franchises : les Sockers de San Diego, les Stars de Tacoma et le Storm de Saint-Louis entre 1984 et 1991. À la fin de la saison 1990-1991, il met un terme à sa carrière professionnelle.  
En 1994, il sort de sa retraite et signe un contrat d'un an avec la nouvelle franchise des Sounders de Seattle, évoluant en APSL. La saison suivante, il rejoint les SeaDogs de Seattle en CISL (en). À la fin de la saison, il annonce définitivement la fin de sa carrière sportive.

## Palmarès

### En club
Sounders de Seattle
- Vainqueur de la saison régulière de la A-League en 2002
- Vainqueur de la USL First Division en 2005 et 2007
- Vainqueur de la saison régulière de la USL First Division en 2007
- Vainqueur de la Coupe de la MLS en 2016 et 2019
- Vainqueur de la Ligue des champions de la CONCACAF en 2022

### Distinctions personnelles
- Élu meilleur entraîneur de la A-League en 2002